# Pueblos galos
La expresión pueblos galos designa a los pueblos protohistóricos de celtas que residían en la Galia (Gallia en latín), es decir, aproximadamente en los territorios de las actuales Francia, Bélgica, Suiza y en partes del norte de Italia, probablemente a partir de la primera Edad del Bronce (segundo milenio a. C.).
Los galos estaban divididos en muchos pueblos o tribus que se comprendían entre ellos, que pensaban que descendían todos de una misma cepa y que conocían su genealogía. A estos vínculos de afiliación, reales o míticos, que les creaban obligaciones de solidaridad, se añadían además alianzas que suscribían algunos para ser considerados en la clientela de otros y formar federaciones como las de los arvernos y heduos. Cada uno de estos pueblos se dividía en "civitas" identificadas por un jefe del lugar y un territorio llamado en latín «pagus», que a su vez se subdividía en «vicus», más o menos equivalente a los cantones actuales.
Las civilizaciones galas se asocian en arqueología a la civilización celta de La Tène (nombre de un yacimiento descubierto en el borde del lago de Neuchâtel, Suiza). La civilización de La Tène floreció en el continente en la segunda Edad del Hierro y desapareció en Irlanda durante la Alta Edad Media.

## Etimología
El nombre latino de Galli —plural de Gallus—, habitantes de la Gallia, se asoció en el Renacimiento con su homófono galus ‘gallo’, convertido así en el animal emblemático de Francia.
Los antiguos griegos llamaban a los galos Keltoi (Κελτοι) (lat. Celtae, según Julio César) o también Galátai (Γαλάται), plural de Galátēs (Γαλάτης).
Los pueblos germanos llamaban a los celtas *Walhaz, con el significado posterior de ‘romano, latinohablante’, convertido en alemán moderno en Welsch, un término a menudo peyorativo con el que los alemanes designan hoy a los pueblos de lengua romance.

## Límites cronológicos y geográficos

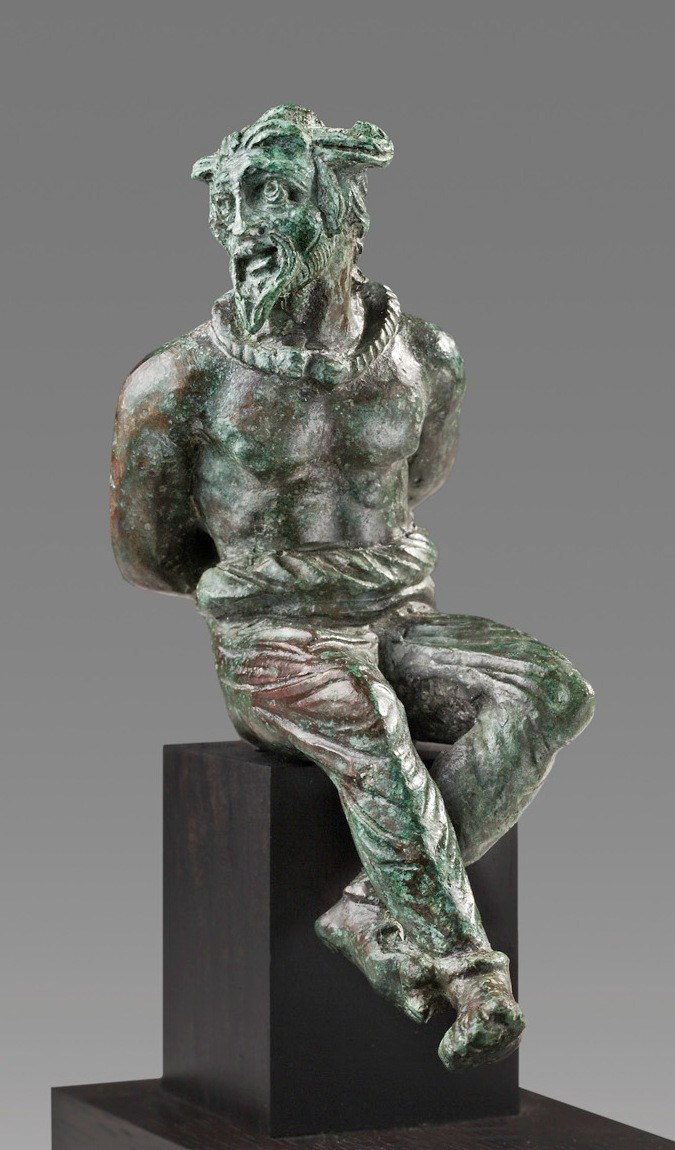
Estatuilla romana de bronce de un galo cautivo, siglo II dC

### Los orígenes

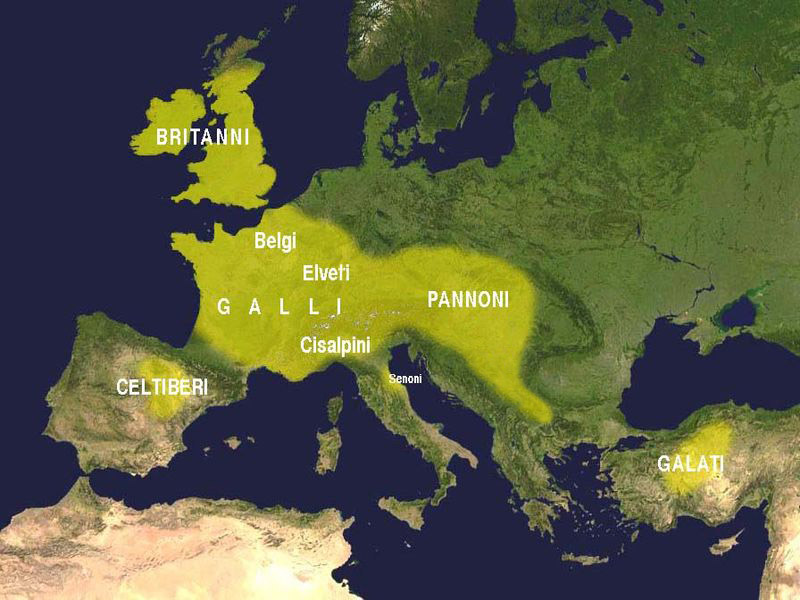
Extensión europea de los pueblos galos.

Los galos son los primeros celtas que poblaron la Europa central, después de que hubieran comenzado a emigrar hacia 1500 a. C. al norte-oeste. Esto explica el porqué de que en otras zonas de Europa se utilicen palabras directamente relacionadas con los celtas o pueblos galos, por poner un ejemplo la Galizia ucraniana, y tiene alguna relación con los vikingos que supuestamente fundaron la ciudad de Kiev navegando por ríos, de igual forma que la mayor parte de los asentamientos celtas, keltas, keltiae, son con acceso por navegación: Porto Gal, Wales (Gales), Galway, etc. Existe relación celta con los vikingos, teniendo en cuenta que en la protohistoria todos estos pueblos indoeuropeos estaban emparentados, teniendo como posible origen, los celtas, la Galacia turca hacia el norte por Ucrania y Grecia, llegando desde Ucrania a Polonia y los países bálticos a Escandinavia, y desde Grecia hasta Irlanda y Portugal. [cita requerida]
Basta recordar la familia de lenguas uraloaltaicas: finohungúricos también llamadas lenguas ugrofinesas (finlandés y húngaro), estonio, carelio,  turco y mansi para suponer que los indicios no son desdeñables, para constituir una parte importante de la población de diferentes regiones de la Galia. [cita requerida] Los celtas, que habitualmente no utilizaban la escritura, aparecen, por tanto, en el período conocido como protohistoria, en la Edad del Bronce y la Edad del Hierro.
Los inicios de la época gala son difíciles de fechar y varían entre regiones. Como demostró Henri Hubert, el proceso habría durado varios siglos, durante los cuales varios pueblos habrían coexistido. No habrían llegado de repente por una especie de guerra de invasión general, ni en masa por la migración de una multitud de individuos aislados, sino por la llegada de grupos organizados en tribus poco numerosas, que se establecieron en medio de otros pueblos que les acogieron con hospitalidad, derechos definidos por tratados y un territorio.
Es comúnmente admitido que la civilización céltica floreció en la Galia en el periodo de La Tène, es decir, en la segunda Edad del Hierro, a partir del siglo V a. C. La ciudad de Marsella, colonia de la ciudad griega de Focea, fue fundada en torno a 600 a. C. en el territorio de los segobriges.

### Testimonios arqueológicos e históricos
Algunos arqueólogos, sin embargo, remontan la civilización gala al siglo VIII a. C. o al siglo VII a. C. (época de la Civilización celta de Hallstatt): las fuentes arqueológicas de esa época, como la tumba de la princesa en Vix (Cote d'Or), datada a principios del siglo V a. C.), dan fe de la existencia de príncipes que ya hacían uso de la espada larga.
En las fuentes griegas, en particular de la época macedonia, hay numerosas menciones de los celtas -entonces llamados «gálatas»-, que formaban parte de contingentes mercenarios y se refieren principalmente a su coraje y a su valor guerrero. Se corresponderían con el período de mayor expansión celta (siglo IV a. C. - siglo III a. C.).
En las fuentes latinas, algo posteriores, los galos del siglo II y del siglo I a. C.. son claramente distinguidos de cimbrios, teutones (tribus germano-celtas), britones y helvecios (tribus celtas de Gran Bretaña y Suiza).

### El fin de la independencia
El conjunto de la Galia está dividido en tres partes: una está habitada por los belgas, otra por los aquitanos, la tercera por el pueblo que, en su propia lengua, se llama celta, y en el nuestro, galo. Todo estos pueblos se diferencian entre sí por el lenguaje, las costumbres, las leyes. Los galos están separados de los aquitanos por el Garona, de los belgas por el Sena y el Marne
Julio César, Comentarios sobre la guerra de las Galias, I-1.

Independiente sin estar por ello unificada, la Galia se incorporó militarmente a la República romana en dos etapas: la Galia meridional, más allá de los Alpes (Gallia bracata, expresión latina que se refería a Galia "con pantalones") fue conquistada desde finales del siglo II a. C. y romanizada, al parecer, en menos de un siglo. Se convirtió, cronológicamente, en la octava provincia romana (es decir, territorio bajo dominio romano situado fuera de la Italia peninsular, la cual no era una provincia, sino el territorio metropolitano de la misma Roma) en ser instituida, tras las de Sicilia (241 a.C.), Sardinia et Corsica (229 a.C.), Hispania Ulterior e Hispania Citerior (ambas en 197 a.C.), Macedonia (148 a.C.), África (146 a.C.) y Asia (129 a.C.): la Gallia Narbonensis ( instituida en el 123 a.C.), y contó con la primera ciudad de derecho romano fuera de Italia (Narbona).
La Galia septentrional (llamada Gallia comata, es decir, la «Galia chevelue» o «Galia Cabelluda» por Julio César) fue sometida entre el 58 y el 51 a. C. por las legiones de este último. Esta «Guerra de las Galias» culminó con la derrota de una coalición gala dirigida por el arverno Vercingétorix, en la Batalla de Alesia, 52 a. C. La historiografía romana, sin embargo, no establece el final de la pacificación hasta el 51 a. C., a raíz de una victoria final sobre los restos de la coalición que se habían reunido bajo las órdenes del jefe Lucterio. La presencia de muchos lugares llamados «camps de César» (campamentos de César) en Francia no debe engañar: la mayoría de ellos son asentamientos posteriores, que datan a veces de la época medieval. Sin embargo, es probable que la pacificación fuera más larga que lo que se creyó durante mucho tiempo y durara al menos hasta el imperium de Augusto.

### Los galos del Imperio
Los términos galos y Galia, así como la mayor parte de los nombres de los pueblos y tribus de la Galia protohistórica, se mantuvieron en uso para describir a los pueblos y territorios de ultramar. Posteriormente, estas circunscripciones y sus nombres se asociaron a las diócesis para llegar hasta nuestros días, como por ejemplo en Périgueux, ciudad de los petrocorios, o en Vannes, ciudad de los vénetos.
En arqueología e historia, desde hace mucho tiempo se ha designado a los galos romanizados con el término «galorromanos», aunque este término nunca se ha utilizado en las fuentes.

### Herencia gala
Museos Capitolinos, Roma.]]

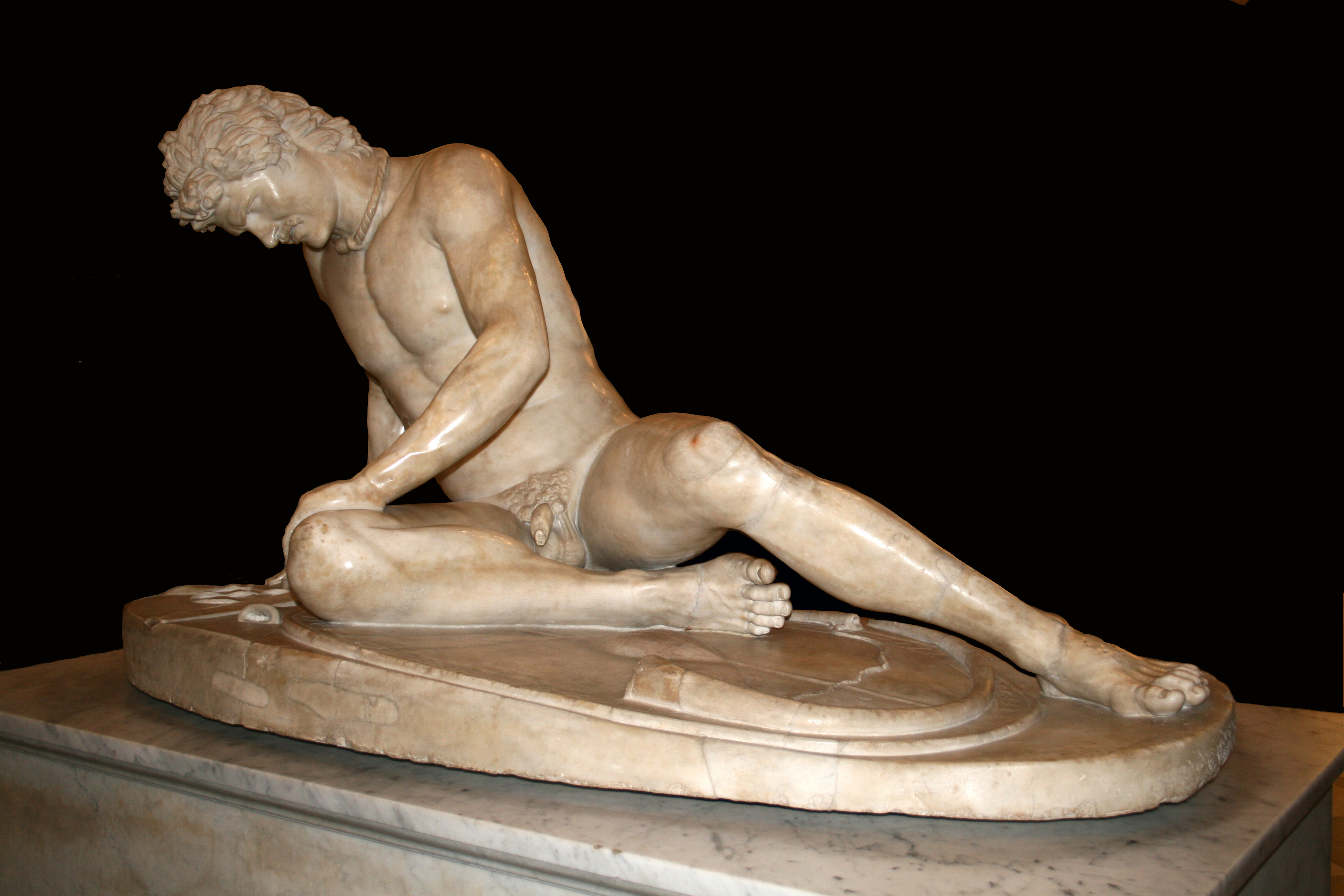
El Gálata moribundo, una copia romana en mármol de una obra helenística del

El legado que los galos transmitieron al resto del mundo antiguo, concierne principalmente a los ámbitos de la artesanía —ebanistería, forja (el barril, en particular, es un invento galo), artes culinarias, artes militares (la cota de mallas celta, sin duda, fue el modelo utilizado por los romanos y su uso se extendió a Europa a principios de la Edad Media)— y sobrevivió a través de la cultura romana durante la Alta Edad Media.
Con el objetivo de fomentar el espíritu nacional, la ideología de la escuela de Jules Michelet, especialmente al principio del siglo XX, en un contexto de oposición a Alemania, ha extendido una visión etnocéntrica del pueblo francés, prefiriendo unos galos indígenas en comparación con los elementos romanos, germánicos y posteriores romances. De hecho, el siglo XIX Napoleón III, autor de una biografía de Julio César, contribuyó mucho a dar a los galos un papel moderno, por su participación en las excavaciones que pretendían exhumar los lugares de la guerra de las Galias.
Se conoce muy mal la lengua gala (unos cientos de palabras aisladas) y nada de su gramática y pronunciación. Por ello es casi imposible saber cuál fue su verdadera contribución, en relación con las lenguas latinas y germánicas, en la constitución de la lengua francesa; incluso, si se hubiera convertido en una lengua romance, muchas palabras como «roi» (rey) se han asociado a una etimología latina «rex» aunque «rix» existe en galo. En realidad, así como los galos cisalpinos y transalpinos tenían el mismo sustrato étnico, sus lenguas también estarían sin duda más próximas de lo que se supone.
Los galos usaban el alfabeto griego y como moneda las divisiones de la moneda griega statere. Puede que emplearan (los testimonios no son directos y sí poco seguros) el sistema de numeración vigesimal (base 20). Hay alguna presencia residual de ello en el idioma francés, por ejemplo, 80 se dice quatre-vingts (cuatro-veinte) y no octante como en latín, etc., y probablemente es debido a su legado.
Rasgo notable, en la Turquía actual, la Galacia es un lejano testimonio de la presencia de galos (gálatas) que habrían servido a Alejandro Magno como mercenarios antes de establecerse en esta región de Asia Menor. También les habría sido reservado un barrio en Estambul, que lleva su nombre, Galatasaray, «palacio de Gálatas», donde habrían residido los mercenarios contratados por el poder bizantino. Es al menos uno de los posibles orígenes de este nombre. De creer a San Jerónimo, en su comentario de la ‘’Epístola a los gálatas, estos últimos todavía hablaban, en el siglo IV d. C., el mismo idioma que los tréveros. Se debe de suponer, por tanto, que en esa época el galo aún no había desaparecido de Asia Menor, ni de los alrededores de la región de Tréveris.
Personajes galos célebres:
- Vercingétorix, rey arverno de la coalición gala que se opuso a la conquista romana y a los heduos.
- Lucterio (en griego, Lucterios), último jefe galo que resistió a Julio César en el sitio de Uxeloduno.
- Diviciaco, vergobreto heduo, druida, amigo de Cicerón.
- Ambíorix, rey de los eburones, líder de la revuelta del año 54 a. C. Logró escapar de César.

## Clientelismo
Los galos, al igual que otras muchas civilizaciones antiguas, establecían entre ellos formas de funcionamiento sobre el principio de la clientela (clientelismo). Este lazo social muy fuerte apareció en la época aristocrática (siglos III y II a. C.) y perduró hasta la conquista, cuando los notables locales (los «vergobretos») fueron sustituidos por los nobles. Los clientes servían a los patrones, probablemente en un origen para pagar antiguas deudas, reparar algunas faltas, o por otras razones de carácter social, y este vínculo se transmitía hereditariamente. El hombre o el pueblo cliente era libre (el clientelismo antiguo o patrocinio es diferente de la esclavitud), pero tenía que prestar servicios o pagar tributos. Un patrón podía tener varios clientes y también podía, finalmente, romper el vínculo que pesaba sobre su clientela o bien transmitirla a otro. Los gens, linajes o familias enteras, podían ser asimismo clientes de una persona o de una familia y después de otra.

## Lista de pueblos en el momento de la Guerra de las Galias
| nombre francés                            | localización                                          |
| ----------------------------------------- | ----------------------------------------------------- |
| Alóbroges (Allobroges)                    | entre el alto Ródano y el Isère                       |
| Ambarros (Ambarri)                        | Valle bajo del Saona                                  |
| Ambianos (Ambiani)                        | Valle del Somme                                       |
| Ambibarios (Ambibarii)                    | Armórica (localización problemática)                  |
| Ambiliatos (Ambiliati)                    | (confusión posible con los ambianos)                  |
| Ambivaretos (Ambivareti)                  | no localizados, puede ser al noreste                  |
| Andes (Andes)                             | región de Angers                                      |
| Arvernos (Arverni)                        | Auvernia                                              |
| Atrebates (Atrebates)                     | región de Arrás                                       |
| Atuátucos (Atuatuci)                      | Bélgica - región de Namur                             |
| Aulercos branovices (Aulerci Brannovices) | rama de los aulercos no localizada                    |
| Aulercos cenómanos (Aulerci Cenomani)     | región de Mans                                        |
| Aulercos eburovices (Aulerci Eburovices)  | región de Évreux                                      |
| Auscos (Ausci)                            | región de Auch                                        |
| Belóvacos (Bellovaci)                     | región de Beauvais                                    |
| Bigerriones (Bigerriones)                 | región de Bigorre                                     |
| Bituriges (Bituriges)                     | Berry                                                 |
| Blanovios (Blannovii)                     | confusión posible con los aulercos branovices         |
| Boyos (Boi)                               | extranjeros instalados entre los heduos               |
| Cadurcos (Cadurci)                        | Quercy                                                |
| Cáletes (Caletes)                         | Alta Normandía                                        |
| Carnutes (Carnutes)                       | Beauce                                                |
| Catalaunos (Catalauni)                    | Châlons-en-Champagne                                  |
| Caturiges (Caturiges)                     | Valle alto del Durance                                |
| Ceutrones (Ceutrones)                     | Valle alto del Isère                                  |
| Cocosates (Cocosates)                     | aquitanos mal localizados                             |
| Coriosolites (Coriosolites)               | Côtes-d'Armor                                         |
| Diablintes (Diablintes)                   | Mayenne                                               |
| Eleutetos (Eleuteti)                      | no localizados, puede ser entre el Cantal y Aveyrón   |
| Elusates (Eleusates)                      | aquitanos, región de Eauze                            |
| Esuvios (Essuvii)                         | Calvados                                              |
| Gábalos (Gabali)                          | Gévaudan (hoy Lozère)                                 |
| Gates (Gates)                             | aquitanos, no localizados                             |
| Grayócelos (Graioceli)                    | región de Mont-Cenis                                  |
| Grudios (Grudii)                          | pagus o clientes de los nervios                       |
| Heduos (Haedui, Aedui)                    | Nivernais, Morvan                                     |
| Helvecios (Helvetii)                      | Meseta suiza                                          |
| Helvios (Helvii)                          | Baja Ardéche y las Cevenas                            |
| Latobicos (Latobici)                      | pagus o clientes de los helvecios                     |
| Lemovices (Lemovices)                     | Lemosín                                               |
| Leucos (Leuci)                            | Alto Marne                                            |
| Levacos (Levaci)                          | pagus o clientes de los nervios                       |
| Lexovios (Lexovii)                        | Lieuvin, país de Auge                                 |
| Lingones (Lingones)                       | meseta de Langres                                     |
| Mandubios (Mandubii)                      | Auxois (Alesia)                                       |
| Mediomátricos (Mediomatrici)              | Lorena                                                |
| Meldos (Meldi)                            | Brie                                                  |
| Menapios (Menapii)                        | Bélgica - Flandes                                     |
| Mórinos (Morini)                          | Boulonnais, Flandes occidental                        |
| Námnetes (Namnetes)                       | País de Nantes                                        |
| Nantuates (Nantuates)                     | Valais suizo                                          |
| Nervios (Nervii)                          | Bélgica - Henao, Brabante                             |
| Nitióbroges (Nitiobroges)                 | región de Agen                                        |
| Osismos (Osismi)                          | Finisterre                                            |
| Parisios (Parisii)                        | región de París                                       |
| Petrocorios (Petrocorii)                  | Périgord                                              |
| Pictones (Pictones)                       | Poitou                                                |
| Pleumoxios (Pleuximoxii)                  | pagus o clientes de los nervios                       |
| Ptianios (Ptianii)                        | aquitanos, no localizados                             |
| Ráuracos (Rauraci)                        | región de Basilea                                     |
| Redones (Redones)                         | región de Redon                                       |
| Remos (Remi)                              | Champaña                                              |
| Rutenos (Ruteni)                          | región de Albi y de Rodez                             |
| Sántonos (Santoni)                        | Saintonge                                             |
| Sécuanos (Sequani)                        | Franco Condado, una parte de la Alta Alsacia y de Ain |
| Sedunos (Seduni)                          | Suiza - región de Sion                                |
| Segusiavos (Segusiavi)                    | Forez                                                 |
| Senones (Senones)                         | Beauce, Gâtinais                                      |
| Sociates (Sotiates)                       | aquitanos, región de Sos                              |
| Suesiones (Sucesiones)                    | Soissonnais                                           |
| Tarbelos (Tarbelli)                       | región de Tarbes                                      |
| Tarusates (Tarusates)                     | aquitanos, ¿zona de Albret?                           |
| Tigurinos (Tigurini)                      | aliados de los helvecios, no localizados              |
| Tréveros (Treveri)                        | Luxemburgo, Alemania -Tréveris                        |
| Tulingos (Tulingi)                        | aliados de los helvecios, no localizados              |
| Túronos (Turoni)                          | Turena                                                |
| Unelos (Unelli)                           | Cotentin                                              |
| Velavios (Vellavii)                       | Velay                                                 |
| Veliocasos (Veliocasses)                  | Vexin                                                 |
| Vénetos (Veneti)                          | Morbihan                                              |
| Veragros (Veragri)                        | Suiza - región de Martigny                            |
| Viromanduos (Viromandui)                  | Vermandois, Thiérache                                 |
| Vocates (Vocates)                         | aquitanos, zona de Buch                               |
| Voconcios (Vocontii)                      | Condado, Prealpes de Provenza                         |
| Volcas arecómicos (Volcae Arecomici)      | Languedoc                                             |
| Volcas tectósages (Volcae Tectosages)     | Valle alto del Garona                                 |

## Lista de los pueblos galo-romanos, por grandes regiones, en el año 14 de la era cristiana

Mapa de los pueblos galos.

Aquí está una lista no exhaustiva aún —algunas ciudades han sido capitales de diferentes pueblos a lo largo del tiempo y no todas son coetáneas–. Esta lista es la división administrativa establecida a la muerte de Augusto, en el 14 d. C.:

### En Galia Comata o (Galia Cabelluda)
- Ciudades federadas (Civitates Foederatæ), unidas a Roma y exentas de impuestos.
  - los heduos - Haedui, capital Augustodunum (Autun),
  - los lingones - Lingoni, capital (Langres),
  - los carnutes - Carnutes, capital Autricum (Chartres),

- Ciudades libres (Civitates Liberæ), recompensadas por su fidelidad antigua o nueva, pero que todos esperaban ganarlo por la inapreciable ventaja de la inmunidad.
  - los segusiavos - Segusiavi, capital Forum Segusiavorum (Feurs -Loire-),
  - los viducasos - Viducasses, capital Aragenuae (Vieux),
  - los meldos - Meldi, capitale Iatinum (Meaux),

- Ciudades estipendiarias (Civitates Stipendiariæ), las otras.
  - los abrincates - Abrincatui, capital Ingena (Avranches),
  - los agnutes
  - los ambibarios
  - los andecavos - Andecavi, capital Juliomagus (Angers),
  - los aulercos
    - los aulercos eburovices -Aulerci Eburovicii, capital Mediolanum Eburvicum (Évreux),
    - los aulercos cenómanos - Aulerci Cenomani, capital Suidinum (Le Mans),
    - los aulercos diablintes - Aulerci Diablintes, capital Noviodunum (Jublains),

  - los bajocasses, capital Augustodurum (Bayeux).
  - los cáletes - Caletii, capital Juliobona Lillebonne y Caracotinum (Harfleur),
  - los coriosolites - Coriosilitae, capital Arvii después Fanum Martis (Corseul),
  - los lexovios - Lexovii, capital Noviomagus (Lisieux),
  - los námnetes - Namnetes, capital Condenvincum (Nantes),
  - los osismos - Osismii, capitales Vorganium Coz Castell Ac'h y ‘'Vorgium (Carhaix),
  - los parisios - Parisii, capital Lutece y/o Lucotecia (París),
  - los pictones - Pictoni, capital Limonum (Poitiers).
  - los redones - Redones, capital Condate (Rennes),
  - los senones - Senones, capital Agendicum (Sens),
  - los turones - Turoni, capital Caesarodunum (Tours),
  - los tricases - Tricassii, capital Augustobona (Troyes),
  - los unelos - Unelli, capital Crouciaconum (Carentan),
  - los vénetos - Veneti, capital Darioritum (Vannes),
  - los veliocasos - Veliocassii, capital Rothomagus (Ruan),

### En Gallia Aquitania
- Aquitania primera
  - los albigenses - Albigenses (Albi),
  - los cadurcos - Cadurci (Quercy, capital Cahors),
  - los gábalos - Gabali (Gévaudan, capital Anderitum / Javols),
  - los rutenos - Ruteni (Rouergue, capital Rodez),
  - los lemovices - Lemovici (Limousin)
  - los arvernos (Auvernia, capital Gergovia)
  - los velavios (Velay)
  - los bituriges (Berry)
- Aquitania segunda
  - los aginenses - , después los nitióbroges - Nitiobrogii, capital Aginnum (Agen),
  - los bituriges viviscos (Bordelés)
  - los sántonos (Saintonge, capital Saintes)
  - los petrocorios (Petrocorii hacia el Périgord)
  - los pictones (Poitou)
- Novempopulania

Véase Novempopulania para obtener una lista de los pueblos de la Aquitania antigua.

### En Gallia Bélgica
- - los remos, con capital en Durocórtoro, Durocortorum hoy Reims, capital de la Galia Bélgica en la época romana.
  - los atrebates, capital Nemetocenna, hoy Arras.
  - los bituriges, capital Avárico, Avaricum hoy Bourges.
  - los eburones o Tungri, capital Atuátuca, Atuatuca, Aduatuca, hoy Tongres.
  - los leucos, capital Nasium (Naix) y Tullum (Toul), pudieron ser los entecesores de los Lequeux.
  - los mediomátricos, capital Divodoro, Divodurum hoy Metz.
  - los mórinos, capital Tarvenna, hoy Thérouanne.
  - los nervios, capital Bavay, después Camaracum, hoy Cambrai.
  - los tréveros, capital Augusta Treverorum hoy Tréveris.
  - los viromanduos, cuya capital se desconoce pero que ha dado su nombre a Vermand en Aisne (02). Parece que su nombre significaba "hombres pequeños", puede que porque fueran poco poderosos y clientes de otras tribus.

### Pueblos de la Provincia Romana
- los voconcios, vecinos de los alóbroges (capital Vasio / Vaison-la-Romaine)
- los volcas llamados arecómicos (capital Colonia Augusta Nemausus / Nîmes)
- los volcas llamados tectósages (capital Tolosa / Toulouse)
- los segovelonos (capital Valentia / Valence)

### Pueblos alpinos
- los ceutrones
- los Medulli
- los Tricorii

Es de destacar que algunos de los nombres de estos pueblos -o de sus capitales- tienen derivados en nuestro tiempo, ya sea como nombres de ciudades -provenientes del nombre de la ciudad capital o del propio pueblo- ya sea como el de los habitantes de esas ciudades -bajocasse es el nombre de un residente de Bayeux.

## Los diferentes estatus
Se han dado algunas explicaciones sobre el por qué de las diferencias entre los estatutos citados, especialmente, el por qué de las raras Civitaes Foederatæ. Se aducen razones diferentes para las ciudades de los heduos y los carnutes:
- Heduos: hay que recordar que fueron los heduos los que habrían "solicitado" intervenir en la Galia en el 58 a. C., a causa de que algunos de los desplazamientos de los pueblos galos  podrían restringir, pensaban ellos, su territorio. Sin tener esto en cuenta, Roma envió al senador y general Julio César para intervenir y, por tanto, conquistar de una manera oficial la Galia. Los heduos siempre habían sido aliados de Roma, y se les agradeció con este régimen especial.
- Carnutes: aquí hay una razón diferente. La leyenda que dice que los druidas de los diferentes pueblos de la Galia celta se reunían en el bosque de carnutes cada año (aunque de una manera muy diferente de la imagen dada por René Goscinny en Astérix y los godos). Esta es la razón principal del estatus dado a la ciudad de Carnutes. Deseando ser bien vistos por los druidas, que tienen un lugar más que importante en la sociedad gala, Roma decidió promover su reunión anual, proporcionándoles un importante lugar de celebración para esa reunión. Esta voluntad de agrado a los druidas desapareció más tarde, cuando Roma quiso eliminarles para aplicar una política basada puramente en la influencia de los poderes humanos, el líder de la ciudad y otras autoridades civiles, más que en los poderes divinos de los druidas. Por otra parte, la influencia que los cultos y mitos romanos, a los ojos de los antiguos romanos, podrían tener sobre los pueblos galos favorecía y aconsejaba una romanización más avanzada.
- Otras ciudades que tenían el estatus de liberæ eran debido al hecho, con independencia de por ser clientes de los eduos u otras razones, por haber ayudado a Roma muy pronto en la guerra gala. Hay que recordar que una sección del ejército romano, un ala, se hizo completamente con jinetes galos, muy reputados.

## Otros pueblos galos
- los alóbroges (capital: Vienna / Vienne)
- los ambarros, primos de los eduos.
- los belóvacos (capital: Cæsaromagnus / Beauvais)
- los cadurcos Cadurci (capital: Cahors)
- los cavares
- los ceutrones
- Los gábalos (capital: Anderitum / Javols)
- los médulos
- los sécuanos
- los segovelonos (capital: colonia Valentia / Valence)